# Bob Barnard
Robert „Bob“ Barnard (* 24. November 1933; † 7. Mai 2022) war ein australischer Jazzmusiker (Trompete, Kornett, Komposition).

## Leben und Wirken
Barnard stammte aus einer musikalischen Familie und begann, Trompete zu spielen, zum Teil, weil die Familienband (unter der Leitung seiner Mutter Kath Barnard) einen Trompeter brauchte, aber auch, weil er vom Hören einer Schallplatte von Muggsy Spanier beeindruckt war. Barnard sammelte zunächst Erfahrung mit Tanzmusik, ließ sich dann von Louis Armstrong und auch von populären australischen Jazzbands der 1940er-Jahre beeinflussen, wie der von Graeme Bell geleiteten Combo. Während dieser Zeit und bis in die 1950er-Jahre hatte er einen Tagesjob in einer Bank, spielte aber ausgiebig und tourte mit Bands, darunter der von seinem Bruder Len Barnard geleiteten Formation, mit der 1949/50 erste Plattenaufnahmen entstanden. 1952 nahm er erstmals unter eigenem Namen auf („How Long Blues“); 1957 spielte er in Sydney mit einer kleinen Gruppe unter der Leitung des Gitarristen Ray Price. Zurück in Melbourne spielte er weiterhin als semiprofessioneller Musiker und nahm gelegentlich Platten auf, wie The Naked Dance mit einer Band unter der Leitung seines Bruders. 1957 holte ihn Graeme Bell in seine Band; dies  führte zu einer Tournee durch sein Heimatland und einem Besuch in Neuseeland und Neuguinea, zusammen mit dem Popsänger Frank Ifield. 1963 kam Louis Armstrong nach Australien, was zur musikalischen Begegnung mit Barnard und Bell führte.
In den 1970er-Jahren arbeitete Barnard weiterhin mit eigenen Bands und reiste 1976 für einen Auftritt beim Bix Beiderbecke Festival in Davenport, Iowa, erstmals in die USA. Als die Popularität seiner Band etwas nachließ, reduzierte er sie auf ein Quartett. In den 1880er-Jahren trat er regelmäßig in australischen Fernsehsendungen auf. Er arbeitete auch mit Gruppen wie dem Kenny Powell Orchestra zusammen und nahm Musik für die Radiosendung Music to Midnight der Australian Broadcasting Corporation auf.
Barnard tourte in den 1980er- und bis in die 1990er-Jahre und trat in den USA und Großbritannien sowie in Südostasien und verschiedenen europäischen Ländern auf.
Er arbeitete mit zahlreichen Jazzmusikern zusammen, etwa mit Ruby Braff, Peanuts Hucko, Bob Wilber, Kenny Davern, Dick Carey und Milt Hinton. Mit seinem Bruder Len machte er Aufnahmen für Sackville Records, die unter Ralph Suttons Namen herausgegeben wurden, Partners in Crime und Easy Street. Die Gruppen, die Barnard für Aufnahmesessions und andere Termine zusammenstellte, variierten von Quartetten bis hin zu neun- und zehnköpfigen Bands; er hat auch mit Streichern aufgenommen. Mitte der 1990er-Jahre erstellte Barnard ein teilweise vom Australian Council for the Arts finanziertes Album, auf dem er die Musik australischer Komponisten feierte. Im Bereich des Jazz war er laut Tom Lord zwischen 1949 und 2011 an 318 Aufnahmesessions beteiligt.
Barnards Spiel zeichnet sich durch seinen großen, satten Klang und die vollkommene Leichtigkeit seiner fließenden Sololinien aus. Barnard hat auch eine Reihe von Jazztiteln komponiert, darunter „Black Stump Stomp“, „Smackarooney“ und „Rainbow Hill“. 1990 wurde er mit dem Orden Order of Australia ausgezeichnet.

## Diskographische Hinweise
- Bob Barnard in Sweden – Cornet Chop Suey (Opus 111, 1996)
- New York Notes (Sackville, 1996)
- That's New  (Sackville, 1998)
- Bob Barnard Presents Oz Originals (LaBrava, 2001)
- The Joint Is Jumpin': The Music of Fats Waller (Sackville, 2001)
- Thanks a Million (Sackville, 2004)